# BattleSphere
BattleSphere — игра-симулятор трёхмерных космических боёв для приставки Atari Jaguar, разработанная 4Play/ScatoLOGIC Inc., выпущенная в 2000 году. Особенностью игры являлась поддержка сетевого режима игры (до 32 игроков).
Игра была выпущена уже после прекращения поддержки Jaguar, поэтому не удалось обеспечить поставки необходимых количеств картриджей и других компонент игры, в результате чего игра вышла небольшим тиражом (несколько сот копий). В 2002 году была выпущена вторая редакция игры, BattleSphere Gold, содержавшая исправления и улучшения. Оба издания игры являются редкими и в основном продаются на аукционах eBay. Первая копия BattleSphere была продана до официального релиза на eBay более чем за $1500.
Изначально игра называлась Star Battle, по названию игры, написанной для мэйнфреймов одним из разработчиков, когда он учился в университете.

## Сюжет
Действие игры происходит в будущем (2800-е годы). Семь главных рас галактики находятся в состоянии войны. Заимствовав идею одного из эпизодов Звёздного пути, они решили ограничить военные действия Сектором 51, сферическим сектором пространства, ранее использовавшимся правительством Земли для секретных испытаний оружия и космических кораблей. Каждая раса послала контингент своих войск в этот сектор, чтобы они приняли участие в турнире космических баталий. Победитель турнира получит контроль над галактикой.
В игре присутствуют 7 рас: Oppressors, Smg’Heeds (потомки современных людей), O’catanut, Slith, Se’bab, Telchines и Thunderbirds. Игра позволяет объединять в сеть до 16 приставок, на каждой могут играть 2 человека: пилот и стрелок (всего до 32 игроков).

## Игровой процесс
В игре присутствуют следующие режимы:

### Для одного игрока
- Один против империи — стратегический режим, в котором игрок контролирует другие космические корабли и должен перемещаться по шестиугольным секторам, защищая рассеянные по карте базы от атак врагов и уничтожая вражеские базы. Этот режим похож на игру Star Raiders[3]).
- Gauntlet — защита 6 баз в одном секторе от появляющихся друг за другом нарастающих по силе звеньев врага.
- Free-For-All — необходимо уничтожить максимальное количество кораблей противника.
- Тренировка пилота — ряд тренировочных миссий.

### Для нескольких игроков по сети
- Gauntlet — то же, что и для одного игрока, игроки на второй приставке являются союзниками.
- Battle Sphere — 2 команды на 8 приставках пытаются захватить или уничтожить базы друг друга.
- Free-For-All — то же, что и для одного игрока, с поддержкой до 16 приставок, объединённых в сеть. Вместо отсутствующих игроков могут играть боты.